# Argyranthemum dissectum
Argyranthemum dissectum là một loài thực vật có hoa trong họ Cúc. Loài này được (Lowe) Lowe mô tả khoa học đầu tiên năm 1868.